# 하음 전씨
하음 전씨(河陰田氏)는 인천광역시 강화군 하점면을 본관으로 하는 한국의 성씨이다.

## 역사
시조 전균(田畇)은 계유정난 당시 수양대군을 도와 난을 성공시켜 사협찬정난2등공신(輸追衛社協贊二等功臣)으로 강천군(江川君)에 봉해졌다.
1455년, 수양대군이 왕위에 오르자 좌익2등공신(左翼二等功臣)에 책록되며 판내시부사(判內侍府使)를 맡고 하음군(河陰君)에 봉해졌다.

## 참고 자료
- “하음전씨(河陰田氏)”. 뿌리를 찾아서.[깨진 링크(과거 내용 찾기)]